# Jörg Bäßler

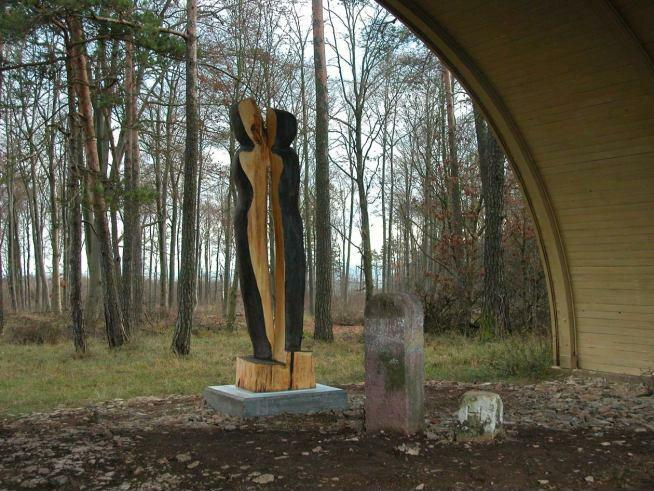
„Flüstern“ im Goldenen Tor, davor ein alter Grenzstein Thüringen/Bayern

Jörg Bäßler (* 14. April 1971 in Karl-Marx-Stadt) ist ein Holzbildhauer im Erzgebirge.

## Leben
Eine Lehre als Landmaschinenschlosser musste mit der Wende beendet werden. Zum Schornsteinfeger umgeschult, machte er sein Hobby Schnitzen zum Beruf. Nachdem er eine zweite Lehre als Holzbildhauer abgeschlossen hatte, machte er sich selbständig. Er ist freischaffender Holzbildhauer und Kettensägenschnitzer in Meinersdorf. Sein Motto ist „Erzgebirge XXL“.
Im Nationaldenkmal Skulpturenpark Deutsche Einheit steht seine Holzskulptur „Flüstern“, ein Paar aus einem Kastanienstamm.